# Ché Adams
Ché Zach Everton Fred Adams (Leicester, 13 juli 1996) is een Schots-Engels voetballer die doorgaans speelt als spits. In juli 2024 verruilde hij Southampton voor Torino. Adams debuteerde in 2021 voor het Schots voetbalelftal.

## Clubcarrière
Adams speelde in de jeugd van Highfield Rangers en kwam in 2003 terecht in de opleiding van Coventry City. Hier speelde hij zeven jaar, waarna hij bij St Andrews, Oadby Town en Ilkeston speelde in het Engelse amateurvoetbal. Sheffield United pikte Adams in november 2014 op. Op 30 december 2014 maakte de aanvaller zijn professionele debuut, toen met 1–1 gelijkgespeeld werd tegen Walsall. Adams mocht in de basis beginnen en werd zes minuten voor tijd gewisseld ten faveure van Florent Cuvelier. Op 28 januari 2015 scoorde hij in de halve finale van de EFL Cup als invaller tweemaal tegen Tottenham Hotspur, het waren zijn eerste twee goals in het betaald voetbal. Zijn derde en laatste doelpunt dat seizoen volgde op 11 mei, in de play-offs om promotie op bezoek bij Swindon Town. Hij viel vijf minuten voor tijd in bij een achterstand van 5–3 en maakte uiteindelijk in de blessuretijd de gelijkmaker: 5–5. Op 15 augustus maakte hij tegen Chesterfield zijn eerste twee doelpunten van het nieuwe seizoen en in de competitie. Hij werd eerste spits bij Sheffield en kwam tot twaalf goals in eenenveertig wedstrijden dat seizoen.
In de zomer van 2016 maakte de aanvaller voor circa 2,2 miljoen euro de overstap naar Birmingham City, waar hij zijn handtekening zette onder een verbintenis voor de duur van drie seizoenen. Op 16 augustus maakte hij tegen Wigan Athletic zijn debuut voor Birmingham, een week later maakte hij tegen Wolverhampton Wanderers zijn eerste goal. Hij was goed voor zeven goals en zes assists in veertig competitiewedstrijden. Na één seizoen werd dit contract opengebroken en verlengd met drie jaar tot medio 2022.
Op 8 augustus 2017 maakte Adams tegen Crawley Town (5-1 winst) zijn eerste hattrick in het profvoetbal. Dat seizoen scoorde hij negen keer in alle competities. Hoewel Birmingham City het jaar erop als zeventiende eindigde, scoorde Adams tweeëntwintig competitiegoals, waaronder een hattrick tegen Queens Park Rangers op 9 februari 2019. Die wedstrijd was ook de laatste in een reeks van zes wedstrijden waarin Adams telkens tot scoren kwam. Hij eindigde als vijfde op de topscorerslijst achter Teemu Pukki, Tammy Abraham, Neal Maupay, Dwight Gayle en Billy Sharp. In totaal speelde Adams 123 wedstrijden voor Birmingham, waarin hij goed was voor 38 goals en 13 assists.
Medio 2019 verkaste Adams voor omgerekend 16,7 miljoen euro naar Southampton dat hem vastlegde voor vijf seizoenen. Op 10 augustus maakte hij tegen Burnley zijn debuut voor Southampton en in de Premier League. Op 5 juli 2020 maakte Adams zijn eerste goal in de Premier League in een 1–0 overwinning op Manchester City. Hij eindigde het seizoen met drie goals in de laatste twee wedstrijden, waardoor hij op vier goals eindigde dat seizoen. Hij was goed voor negen, acht en tien treffers in alle competities in de volgende drie seizoenen. Wel degradeerde Southampton aan het einde van het seizoen 2022/23 uit de Premier League. Terug in het Championship maakte Adams drie goals in zijn eerste drie wedstrijden en in alle competities kwam hij tot zeventien goals en zes assists. Aan het einde van het seizoen promoveerde Southampton weer terug naar de Premier League.
Adams promoveerde echter niet mee met Southampton, want hij vertrok transfervrij bij de club en tekende een contract voor drie seizoenen bij Torino. Dit werd de eerste werkgever van de aanvaller buiten Engeland.

## Clubstatistieken
| Seizoen | Club             | Competitie     | Competitie | Competitie | Beker | Beker | Internationaal | Internationaal | Totaal | Totaal |
| Seizoen | Club             | Competitie     | Wed.       | Dlp.       | Wed.  | Dlp.  | Wed.           | Dlp.           | Wed.   | Dlp.   |
| ------- | ---------------- | -------------- | ---------- | ---------- | ----- | ----- | -------------- | -------------- | ------ | ------ |
| 2014/15 | Sheffield United | League One     | 11         | 1          | 2     | 2     | —              | —              | 13     | 3      |
| 2015/16 | Sheffield United | League One     | 36         | 11         | 5     | 1     | —              | —              | 41     | 12     |
| 2016/17 | Sheffield United | League One     | 1          | 0          | 0     | 0     | —              | —              | 1      | 0      |
| 2016/17 | Birmingham City  | Championship   | 40         | 7          | 2     | 0     | —              | —              | 42     | 7      |
| 2017/18 | Birmingham City  | Championship   | 30         | 5          | 3     | 4     | —              | —              | 33     | 9      |
| 2018/19 | Birmingham City  | Championship   | 46         | 22         | 2     | 0     | —              | —              | 48     | 22     |
| 2019/20 | Southampton      | Premier League | 30         | 4          | 5     | 0     | —              | —              | 35     | 4      |
| 2020/21 | Southampton      | Premier League | 36         | 9          | 6     | 0     | —              | —              | 42     | 9      |
| 2021/22 | Southampton      | Premier League | 30         | 7          | 3     | 1     | —              | —              | 33     | 8      |
| 2022/23 | Southampton      | Premier League | 28         | 5          | 7     | 5     | —              | —              | 35     | 10     |
| 2023/24 | Southampton      | Championship   | 41         | 16         | 5     | 2     | —              | —              | 46     | 18     |
| 2024/25 | Torino           | Serie A        | 0          | 0          | 0     | 0     | —              | —              | 0      | 0      |
| Totaal  | Totaal           | Totaal         | 329        | 87         | 40    | 15    | 0              | 0              | 368    | 102    |

Bijgewerkt op 23 juli 2024.

## Interlandcarrière
Adams is geboren in Engeland en kwam in 2015 tweemaal uit voor het Engels voetbalelftal onder 20. Vanwege zijn Schotse voorouders kan hij ook voor dat land uitkomen. In 2017 sloeg Adams nog een Schotse aanbieding af. In maart 2021 ging Adams alsnog in op een uitnodiging van Schotland en debuteerde hij op 25 maart 2021 tegen Oostenrijk (2–2). Saša Kalajdžić scoorde twee keer voor de Oostenrijkers en de Schotse treffers waren van Grant Hanley en John McGinn. Adams moest van bondscoach Steve Clarke op de reservebank beginnen en mocht eenentwintig minuten na rust invallen voor clubgenoot Stuart Armstrong. Hij maakte zes dagen later zijn eerste interlanddoelpunt, tijdens zijn derde optreden, tegen Faeröer. Na twee goals van McGinn vergrootte hij de voorsprong. Het slotakkoord was voor Ryan Fraser: 4–0.
In mei 2021 werd Adams door Clarke opgenomen in de selectie van Schotland voor het uitgestelde EK 2020. Op het toernooi werd Schotland uitgeschakeld in de groepsfase, na nederlagen tegen Tsjechië (0–2) en Kroatië (3–1) en een gelijkspel tegen Engeland (0–0). Adams speelde in alle drie wedstrijden mee. Zijn toenmalige teamgenoten Jannik Vestergaard (Denemarken), Stuart Armstrong (eveneens Schotland) en Jan Bednarek (Polen) waren ook actief op het EK.
In mei 2024 werd Adams door Clarke opgenomen in de voorselectie voor het EK 2024 in Duitsland. Later werd hij ook onderdeel van de definitieve selectie voor het toernooi. Schotland werd in de groepsfase uitgeschakeld na nederlagen tegen Duitsland (5–1) en Hongarije (0–1) en een gelijkspel tegen Zwitserland (1–1). Adams kwam op het EK in alle duels in actie. Zijn toenmalige clubgenoten Stuart Armstrong (eveneens Schotland) en Jan Bednarek (Polen) waren ook actief op het toernooi.
| Interlands van Ché Adams voor Schotland | Interlands van Ché Adams voor Schotland | Interlands van Ché Adams voor Schotland | Interlands van Ché Adams voor Schotland | Interlands van Ché Adams voor Schotland | Interlands van Ché Adams voor Schotland |
| №                                       | Datum                                   | Wedstrijd                               | Uitslag                                 | Competitie                              | Goals                                   |
| Als speler bij Southampton              | Als speler bij Southampton              | Als speler bij Southampton              | Als speler bij Southampton              | Als speler bij Southampton              | Als speler bij Southampton              |
| --------------------------------------- | --------------------------------------- | --------------------------------------- | --------------------------------------- | --------------------------------------- | --------------------------------------- |
| 1                                       | 25 maart 2021                           | Schotland – Oostenrijk                  | 2 – 2                                   | WK 2022 kwalificatie                    |                                         |
| 2                                       | 28 maart 2021                           | Israël – Schotland                      | 1 – 1                                   | WK 2022 kwalificatie                    |                                         |
| 3                                       | 31 maart 2021                           | Schotland – Faeröer                     | 4 – 0                                   | WK 2022 kwalificatie                    | 60'                                     |
| 4                                       | 6 juni 2021                             | Luxemburg – Schotland                   | 0 – 1                                   | Vriendschappelijk                       | 27'                                     |
| 5                                       | 14 juni 2021                            | Schotland – Tsjechië                    | 0 – 2                                   | EK 2020                                 |                                         |
| 6                                       | 18 juni 2021                            | Engeland – Schotland                    | 0 – 0                                   | EK 2020                                 |                                         |
| 7                                       | 22 juni 2021                            | Kroatië – Schotland                     | 3 – 1                                   | EK 2020                                 |                                         |
| 8                                       | 1 september 2021                        | Denemarken – Schotland                  | 2 – 0                                   | WK 2022 kwalificatie                    |                                         |
| 9                                       | 4 september 2021                        | Schotland – Moldavië                    | 1 – 0                                   | WK 2022 kwalificatie                    |                                         |
| 10                                      | 7 september 2021                        | Oostenrijk – Schotland                  | 0 – 1                                   | WK 2022 kwalificatie                    |                                         |
| 11                                      | 9 oktober 2021                          | Schotland – Israël                      | 3 – 2                                   | WK 2022 kwalificatie                    |                                         |
| 12                                      | 12 november 2021                        | Moldavië – Schotland                    | 0 – 2                                   | WK 2022 kwalificatie                    | 65'                                     |
| 13                                      | 15 november 2021                        | Schotland – Denemarken                  | 2 – 0                                   | WK 2022 kwalificatie                    | 86'                                     |
| 14                                      | 24 maart 2022                           | Schotland – Polen                       | 1 – 1                                   | Vriendschappelijk                       |                                         |
| 15                                      | 29 maart 2022                           | Oostenrijk – Schotland                  | 2 – 2                                   | Vriendschappelijk                       |                                         |
| 16                                      | 1 juni 2022                             | Schotland – Oekraïne                    | 1 – 3                                   | WK 2022 kwalificatie                    |                                         |
| 17                                      | 8 juni 2022                             | Schotland – Armenië                     | 2 – 0                                   | Nations League 2022/23                  |                                         |
| 18                                      | 11 juni 2022                            | Ierland – Schotland                     | 3 – 0                                   | Nations League 2022/23                  |                                         |
| 19                                      | 14 juni 2022                            | Armenië – Schotland                     | 1 – 4                                   | Nations League 2022/23                  | 54'                                     |
| 20                                      | 21 september 2022                       | Schotland – Oekraïne                    | 3 – 0                                   | Nations League 2022/23                  |                                         |
| 21                                      | 24 september 2022                       | Schotland – Ierland                     | 2 – 1                                   | Nations League 2022/23                  |                                         |
| 22                                      | 27 september 2022                       | Oekraïne – Schotland                    | 0 – 0                                   | Nations League 2022/23                  |                                         |
| 23                                      | 25 maart 2023                           | Schotland – Cyprus                      | 3 – 0                                   | EK 2024 kwalificatie                    |                                         |
| 24                                      | 8 september 2023                        | Cyprus – Schotland                      | 0 – 3                                   | EK 2024 kwalificatie                    |                                         |
| 25                                      | 12 september 2023                       | Schotland – Engeland                    | 1 – 3                                   | Vriendschappelijk                       |                                         |
| 26                                      | 12 oktober 2023                         | Spanje – Schotland                      | 2 – 0                                   | EK 2024 kwalificatie                    |                                         |
| 27                                      | 17 oktober 2023                         | Frankrijk – Schotland                   | 4 – 1                                   | Vriendschappelijk                       |                                         |
| 28                                      | 22 maart 2024                           | Nederland – Schotland                   | 4 – 0                                   | Vriendschappelijk                       |                                         |
| 29                                      | 26 maart 2024                           | Schotland – Noord-Ierland               | 0 – 1                                   | Vriendschappelijk                       |                                         |
| 30                                      | 3 juni 2024                             | Gibraltar – Schotland                   | 0 – 2                                   | Vriendschappelijk                       | 85'                                     |
| 31                                      | 14 juni 2024                            | Duitsland – Schotland                   | 5 – 1                                   | EK 2024                                 |                                         |
| 32                                      | 19 juni 2024                            | Schotland – Zwitserland                 | 1 – 1                                   | EK 2024                                 |                                         |
| 33                                      | 23 juni 2024                            | Schotland – Hongarije                   | 0 – 1                                   | EK 2024                                 |                                         |

Bijgewerkt op 23 juli 2024.